# Linkes Rheinufer

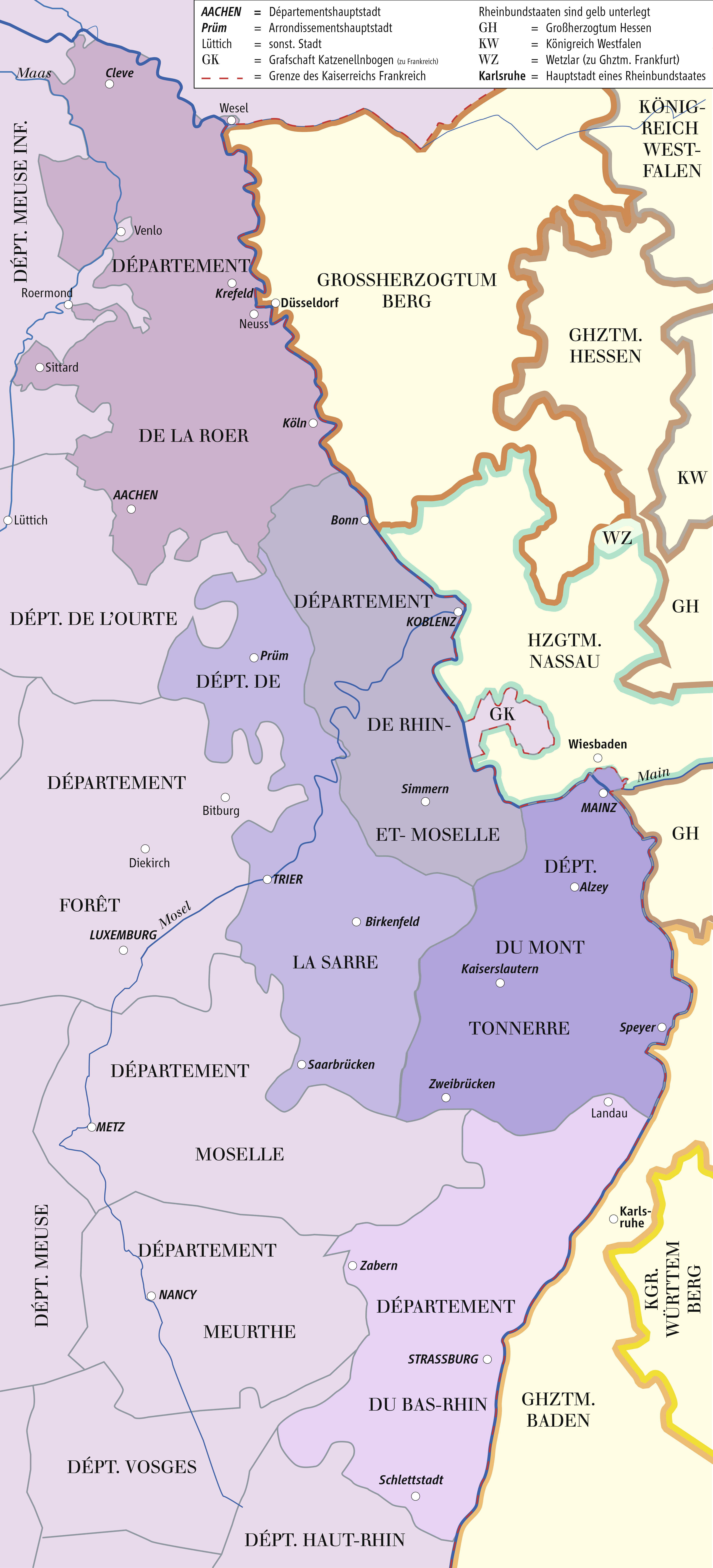
Die linksrheinischen Departements 1812

Frankreich in den Grenzen von 1812

Als Linkes Rheinufer wird allgemein das orographisch links des Rheins angrenzende Gebiet bezeichnet.
Im Besonderen wird diese Bezeichnung (französisch Rive gauche du Rhin) für jenes Gebiet im Westen Deutschlands verwendet, das von Frankreich im Ersten Koalitionskrieg erobert und annektiert wurde. Da der Versuch zur Schaffung einer Cisrhenanischen Republik scheiterte, wurden die linksrheinischen Gebiete nach französischem Vorbild in Départements reorganisiert. Nach Siegen der Alliierten über Napoleon (Völkerschlacht bei Leipzig im Oktober 1813, Besetzung von Paris am 31. März 1814) waren die Gebiete des linken Rheinufers befreit und wurden vom Zentralverwaltungsdepartement provisorisch verwaltet. Aus einem Teil des Territoriums wurden 1816 der bayerische Rheinkreis (Rheinpfalz) und die hessische Provinz Rheinhessen gebildet. Die nördlich davon liegenden Gebiete kamen zu Preußen und gehörten zunächst den beiden Provinzen Jülich-Kleve-Berg und Großherzogtum Niederrhein an, aus denen 1822 die Rheinprovinz entstand. Die südlich gelegenen linksrheinischen Gebiete, die bereits im 17. und 18. Jahrhundert an Frankreich gefallen waren, kamen hingegen erst 1871 als Reichsland Elsaß-Lothringen wieder unter deutsche Verwaltung und bleiben dies bis zum Ende des Ersten Weltkriegs.

## Verwaltungsstruktur
Im Spätherbst 1794 hatten französische Revolutionstruppen das linke Rheinufer besetzt. Im Mai 1796 wurde das Gebiet in zwei Generaldirektionen eingeteilt. Die Generaldirektion zu Koblenz wurde zuständig für die Länder zwischen Maas und Mosel, einschließlich des Kurfürstentums Trier auf beiden Ufern der Mosel, die zu Aachen für die Länder zwischen Rhein und Maas. Die Annexion wurde im Frieden von Campo Formio (1797) vorbereitet und im Frieden von Lunéville (1801) völkerrechtlich anerkannt.
Schon während der Besatzungszeit gab es Versuche, eine neue zivile Verwaltung aufzubauen. Allerdings kam es zu Kompetenzstreitigkeiten zwischen militärischen und zivilen Stellen, so dass keine geordnete Verwaltung möglich war. 1797 löste das Direktorium daraufhin alle französischen Behörden auf und setzte für kurze Zeit wieder die alten Verwaltungsorgane der vorherigen Territorien ein.
Am 4. November 1797 wurde die Verwaltung des Gebiets nach französischem Vorbild reorganisiert; es wurden vier Départements gebildet. Das Direktorium beauftragte den Elsässer Franz-Josef (François-Joseph) Rudler mit dieser Aufgabe und ernannte ihn zum „Generalregierungskommissar aller eroberten Länder zwischen Maas und Rhein und Rhein und Mosel“. Rudler war zuvor Richter am Kassationshof in Paris gewesen. Die Einteilung in vier Départements hatte bis zum Ende der Franzosenzeit und teilweise darüber hinaus Bestand:
- Département de la Roer, Rur-Departement (mit Hauptort (chef-lieu) Aachen),
- Département de la Sarre, Saardepartement (mit Hauptort Trier),
- Département de Rhin-et-Moselle, Departement Rhein-Mosel (mit Hauptort Koblenz),
- Département du Mont-Tonnerre, Departement Donnersberg (mit Hauptort Mainz).

Ein Gebiet in der Südpfalz wurde dem
- Département Bas-Rhin (mit Hauptort Straßburg) zugeschlagen.

Die Gerichtsorganisation wurde den Verwaltungsstrukturen angepasst. Siehe Gerichtsorganisation des Linken Rheinufers.

## Politische Veränderungen
Neben der Zentralisierung der Verwaltung nach französischem Vorbild wurden auch die übrigen in Frankreich geltenden Gesetze eingeführt. Dazu gehörte die Aufhebung aller ständischen Privilegien, die Herstellung der bürgerlichen Gleichheit, die Etablierung einer neuen Gerichtsordnung und die Einführung des Code civil. Der geistliche Besitz wurde säkularisiert. Damit verbunden war eine fundamentale Umschichtung der gesamten Besitz- und Vermögensverhältnisse. Rechtliche Grundlage dieser Enteignung war eine französische Verordnung, der Konsularbeschluss vom 9. Juni 1802 („Arrêté des Consuls“). Davon profitierte in erster Linie das Bürgertum.
Weniger erfolgreich war der Bereich der Bildungspolitik. Anstatt einer Reform der Universitäten setzte die französische Verwaltung auf die Etablierung von spezialisierten Fachschulen.
Kritik kam von kirchlich beeinflussten Kreisen, aber zur Zeit Napoleons auch von ehemaligen deutschen Jakobinern. Während die einen die Verweltlichung beklagten, kritisierten die anderen die Unterdrückung der Freiheit. Ein Beispiel für einen dieser Kritiker ist der ehemalige Mönch Franz Theodor Biergans. Er agierte nach seiner Abkehr vom klösterlichen Leben im Kloster Schwarzenbroich (bei Düren) als Jakobiner in Köln, wo er als Anhänger der französischen Revolutionsideale Kirche und Feudalherren deutlich kritisierte.
In der gesamten Bevölkerung war der Unmut über die Militärdienstpflicht weit verbreitet. Wohlhabende konnten sich von dieser Pflicht freikaufen.

## Wirtschaftliche Organisation
Die Besatzungsjahre von 1794 bis 1797 waren von einer Ausbeutung der besetzten Gebiete geprägt. Die Besatzer nahmen wenig Rücksicht auf den Erhalt der wirtschaftlichen Funktionsfähigkeit und forderten (wie später auch Napoleon) Kontributionen. Dabei ging es zunächst um die Unterhaltung der Maas- und der Mosel-Armee. Es kam sowohl zu unkoordinierten Requisitionen auf Anweisung einzelner Militärbefehlshaber als auch zu öffentlich ausgeschriebenen Verfahren dieser Art. Betroffen waren in erster Linie Domänen vertriebener oder geflüchteter Fürsten, das Vermögen der Kirche und von Klöstern sowie das von französischen Emigranten. Dies umfasste nicht nur die Wegnahme beweglichen Besitzes, insbesondere Pferde, Vieh, Futter, Nahrungsmittel und Brennholz, sondern auch Zwangsarbeit für den Bedarf der französischen Armee. Formal bestand zunächst das Steuersystem der früheren Territorien des Gebiets weiter.
Mit der 1798 beginnenden Integration in die französische Staatsorganisation stieg die Steuerlast deutlich an. Dies führte zu breit angelegter Steuerhinterziehung und vor allem Schmuggel über den Rhein als neuer Zollgrenze hinweg. Dessen Akteure waren vor allem Mitglieder der ländlichen Unterschichten. Von Kaufleuten und Unternehmern wurde das rechtssichere französische Steuersystem hingegen als vorteilhaft sowohl gegenüber der Willkür der Besatzungsjahre als auch gegenüber dem komplizierten und von Ausnahmen für Adel und Klerus geprägten Handhabung im Alten Reich eingeschätzt. Vorteilhaft für vermögende Schichten waren darüber hinaus eine durchgängig proportionale und nicht progressive Besteuerung und der hohe Anteil indirekter Steuern.

## Recht
Der Code civil galt am linken Rheinufer lange nach den Befreiungskriegen bis zum Inkrafttreten des Bürgerlichen Gesetzbuches (BGB) am 1. Januar 1900 fort. Aus Gründen der Abgrenzung von Frankreich wurde er „Rheinisches Recht“ genannt.

## Juden in den französischen Departements
Dieser Abschnitt folgt der Dissertation von Cilli Kasper-Holtkatte: Juden im Aufbruch. Zur Sozialgeschichte einer Minderheit im Saar-Mosel-Raum um 1800, online verfügbar bei der Universitätsbibliothek Trier.
Die Lage der Juden in den linksrheinischen Provinzen des „Alten Reichs“ (Heiliges Römisches Reich Deutscher Nationen) entsprach derjenigen in ganz Deutschland. Die Juden lebten in einer prekären Existenz, geduldet, aber nicht akzeptiert. Sie wohnten meistens auf dem Land und nicht in der Stadt, sie waren kleine Händler, oft Viehhändler, Hausierer oder Geldverleiher. Sie mussten spezielle Steuern bezahlen und wenn ihr Landesherr in finanziellen Schwierigkeiten war, belegte er sie mit Sonderabgaben. Sie konnten ihre Religion ausüben, aber nur sehr diskret. In der Bevölkerung gab es immer noch eine massive Judenfeindschaft. Am Ende des 18. Jahrhunderts gab es auch im Reich Bestrebungen der Emanzipation der Juden, wegen der zersplitterten Herrschaften sehr unterschiedlich, das hier relevante Gebiet gehörte nicht zu den fortschrittlichen Fürstentümern.
Für keine andere Bevölkerungsgruppe des Saar-Mosel-Raumes war die „französische Zeit“ so folgenreich wie für die Juden. Zwar erhielten sie die verfassungsrechtliche Gleichstellung nicht sofort nach 1794, sondern endgültig erst nach 1801. Die verfassungsrechtliche Gleichstellung, die die französischen Juden im Jahre 1791 erhielten, erstreckte sich zunächst nicht auf die besetzten linksrheinischen Gebiete. Gleichwohl sorgte General Lazare Hoche, als oberster Befehlshaber im Rheinland, 1797 dafür, dass allen Religionsgruppen die ungehinderte Religionsausübung garantiert und der Leibzoll aufgehoben wurde. Neben allen Vorteilen gab es auch Probleme für die Juden: Es war nicht klar, wie sie ihre Rabbiner bestimmen konnten, für die früher ein Einverständnis des Landesherrn notwendig war. Nach dem Tod von Marx Levy (1804), dem Rabbiner des vormaligen Obererzstifts Trier, blieb das Trierer Rabbinat für einige Jahre vakant, weil die Judenschaft nicht wusste, auf welche Weise unter den neuen politischen Verhältnissen ein Rabbiner bestimmt und eingesetzt werden durfte.
Ein Streitpunkt im neuen Regime war die sogenannte Schuldenregulierung. Es ging dabei um Schulden der Juden und jüdischen Gemeinden vor der französischen Annexion. Die Gläubiger bestanden auf der Bezahlung der Schulden, die Juden argumentierten, dass diese Schulden nur dadurch zustande gekommen waren, weil sie, die Juden, so viele Sonderbelastungen tragen mussten, die sie nicht erfüllen konnten. Jakob Simon Oppenheimer vertrat die jüdischen Interessen. Ab 1805 sollten die Juden die Schulden tilgen, wegen völliger Mittellosigkeit konnten viele aber keine Zahlungen leisten. Der Streit zog sich bis 1818 hin, es kamen nur geringe Beträge zusammen. Gerichtliche Streitigkeiten zogen sich bis 1836 hin und wurden dann gerichtlich für beendet erklärt.
1806 erließ Napoleon die ersten Dekrete, die die Juden betrafen. Sie nahmen einen Teil der Gleichstellung wieder zurück. Einer der Vorwürfe an die Juden war der Wucher, oft völlig unbegründet; es gab mindestens genauso viele christliche Wucherer. Langfristig bedeutender war die Neuorganisation der Juden: sie sollten 100 Vertreter einer Versammlung („Grand Sanhedrin“) bestimmen, die darüber entscheiden sollten. Hier wurde die weitgehende Gleichstellung der Juden als Franzosen beschlossen. Sowohl die Zusammensetzung der Versammlung als auch ihre Ergebnisse waren unter den Juden umstritten. 1808 erließ Napoleon zwei weitere Dekrete, darunter das „Décret Infame“ (berüchtigtes Dekret), welches die Gleichstellung wieder in Frage stellte. Dieses Dekret war als „Sozialreform der Juden“ gedacht und zielte darauf ab, Wucher, Handel und Wehrpflicht von Juden zu regeln. Es war auf 10 Jahre befristet.
Für die Juden wurde ein Konsistorialsystem, wie für die christlichen Kirchen, eingeführt. Napoleon drängte die Juden, sich selbst feste Glaubenssätze (Dogmen) zu geben. Am 9. Juli 1806 trafen die beiden jüdischen Delegierten des Saardepartements, Mayer Nathan Bernkastel von Trier und Jeremie Hirsch von Saarbrücken, in Paris zur ersten Versammlung ein. 1808 wurden Zahlen zur jüdischen Bevölkerung der linksrheinischen Departments erfasst, im Saardepartement ca. 3000, im Departement Rhein-Mosel ca. 4000, allerdings sind diese Zahlen ungenau, in verschiedenen Dokumenten findet man unterschiedliche Zahlen. Diese Zahlen dienten dazu, die Kosten für die Versammlung in Paris auf die Bevölkerung umzulegen. Am 9. Januar 1809 wurde die Konsistorialversammlung eingesetzt, im März fand die erste Sitzung statt, es dauerte bis 1810 bis alle Gemeinden in der Versammlung vertreten waren. Zunächst wurden die Aufgaben festgelegt, zusammen mit den Präfekten der Departements. Es gab Streit über die Abgaben der Juden, außerdem waren die Daten über die jüdischen Gemeinden und ihre Mitglieder lückenhaft. Das Konsistorialdekret vom 17. März 1808 verpflichtete die Juden, die Kultuskosten ausnahmslos aus ihren eigenen Mitteln zu bestreiten. Dazu gehörten insbesondere die Gehälter der Rabbiner.
Die Juden durften Grund erwerben, dies gelang aber nur wenigen. Einerseits waren die meisten zu arm, andererseits gab es immer noch die Vorbehalte, die Juden wären Betrüger, nur „verzehrendes Mitglied des Staates“. Ein Hauptziel des Konsistoriums war die Aufhebung des Décret Infame. Ab 1810 gab es die Möglichkeit, dass einzelne Juden oder Gemeinden davon ausgenommen wurden, dies wurde nur selten bewilligt. Ein Ziel des Décret Infame war, die Juden von ihren angestammten Berufen wie Viehhändler oder Geldverleiher abzubringen und sie zu Handwerkern, Angestellten (französisch: arts et metiers) oder in akademischen Berufen auszubilden. Das Décret Infame lief 1818 aus, da es nicht erneuert wurde.
Die relativ kurze Zeit, in der die Juden unter französischer Herrschaft lebten, hatte großen Einfluss auf sie. Sie waren zum ersten Mal formal gleichberechtigt und lernten, ihre Rechte einzufordern und durchzusetzen.

## Sprachliche Relikte der Franzosenzeit
In der Franzosenzeit flossen viele französische Wörter in die Umgangssprache ein, wie Cousin und Cousine, Onkel und Tante (statt Oheim und Muhme) Plümo (Federbett), Filou, Monnie (Geld), Drottewaar (Bürgersteig) oder auch malaad (von französisch malade = krank). In Koblenz entstand der Begriff Schängel (vom französischen Vornamen Jean); so nannte man (teils abfällig) die von Franzosen abstammenden Kinder deutscher Mütter (Besatzungskinder). Auch Wörter aus der Verwaltungssprache haben sich – zumindest in einigen Teilen der Pfalz – erhalten, dazu zählen Bolles (Gefängnis, von französisch police) und Hissje oder Hussje für Gerichtsvollzieher (von huissier = Gerichtsdiener).